# Atelopus subornatus
Atelopus subornatus är en groddjursart som beskrevs av Werner 1899. Atelopus subornatus ingår i släktet Atelopus och familjen paddor. IUCN kategoriserar arten globalt som akut hotad. Inga underarter finns listade.